# Intervention (Beverly Hills, 90210)
Intervention is de negende aflevering van het vijfde seizoen van het tienerdrama Beverly Hills, 90210, die voor het eerst werd uitgezonden op 2 november 1994.

## Verhaal
Dylan ligt onder invloed van alcohol en drugs in diepe slaap op de bank als hij wakker wordt door gebons op de deur. Als hij bij zijn positieven is ziet hij dat het Cindy Walsh is die hem vraagt om mee te komen naar haar huis om haar hem te laten helpen. Na wat getwijfel gaat hij mee en als hij daar binnen loopt dan ziet hij dat iedereen daar is om hem op te wachten samen met een therapeute. Alleen Valerie en Clare zijn er niet bij. Dylan voelt zich in een hinderlaag gelokt en wil wegrennen, de therapeute haalt hem over om te blijven en te horen wat iedereen te vertellen heeft. Iedereen heeft het beste voor met Dylan en wil dat hij zich laat opnemen in een afkickkliniek. Dylan voelt hier in het begin weinig voor maar laat zich toch overhalen. Maar als hij daar is dan besluit hij al snel om zich uit te laten checken, en als hij weer thuis is dan belt hij meteen zijn drugsdealer om high te worden. Valerie die hier getuige van is besluit weg te gaan omdat zij denkt dat hij zichzelf aan het verwoesten is. Dylan brengt de nacht door in zijn auto en als hij ’s morgens wakker wordt dan ziet hij een joint liggen en rookt hem op. Terwijl hij hiermee bezig is merkt hij een politieauto op en wil wegrijden. Dit gaat niet helemaal goed en rijdt dan een afgrond in.
Kelly wordt gevraagd voor werk als fotomodel voor het tijdschrift Seventeen. Ze weet niet of ze dit wil en vraagt wat bedenktijd.
De ouders van Donna nodigen Donna en Ray uit voor een diner. Ray voelt zich niet echt thuis maar weet het toch te redden met de vragen en opmerkingen van Felice.
David en Clare nemen hun vrijpartij op met een videocamera. Later als ze de band terug willen kijken komen ze tot ontdekking dat de band weg is. Deze band heeft Donna meegenomen naar haar vader omdat zij denkt dat op de band haar werk staat voor school. Als Donna hoort wat er werkelijk op de band staat dan gaat ze snel naar huis om de band terug te halen. Haar vader vertelt dan dat hij weet wat erop staat maar dat hij de band niet aan haar moeder heeft laten zien. Donna komt ook haar moeder tegen die haar vertelt dat ze niet blij is met de keuze van haar voor Ray.

## Rolverdeling
- Jason Priestley - Brandon Walsh
- Jennie Garth - Kelly Taylor
- Ian Ziering - Steve Sanders
- Gabrielle Carteris - Andrea Zuckerman
- Luke Perry - Dylan McKay
- Brian Austin Green - David Silver
- Tori Spelling - Donna Martin
- Tiffani Thiessen - Valerie Malone
- Carol Potter - Cindy Walsh
- James Eckhouse - Jim Walsh
- Mark D. Espinoza - Jesse Vasquez
- Joe E. Tata - Nat Bussichio
- Kathleen Robertson - Clare Arnold
- Jamie Walters - Ray Pruit
- Ann Gillespie - Jackie Taylor
- Michael Durrell - Dr. John Martin
- Katherine Cannon - Felice Martin
- Caroline McWilliams - LuAnn Pruit
- Jon Gries - drugs dealer
- Mackenzie Phillips – Therapeut Ellen Marks
- James Noah - Dr. Parker